# Hot Space
Hot Space er det tiende studiealbum af det britiske rockband Queen. Albummet blev udgivet den 21. maj 1982 af EMI Records i Storbritannien. Hot Space gjorde sig særligt bemærket ved et musikalsk skift for rockbandet, da Queen på dette album anvendte elementer fra disco, funk, RnB og pop. Disse genreskift gjorde albummet mindre populært hos fans, der foretrak den traditionelle rockstil der forbindes med Queen.
Førstesinglen "Under Pressure", hvor David Bowie medvirker, blev udgivet i 1981 og blev Queens anden nummer 1 hit i Storbritannien.

## Spor
1. "Staying Power" - 04:13
2. "Dancer" - 03:50
3. "Back Chat" - 04:35
4. "Body Language" - 04:31
5. "Action This Day" - 03:38
6. "Put Out The Fire" - 03:20
7. "Life Is Real (Song For Lennon)" - 03:31
8. "Calling All Girls" - 03:52
9. "Las Palabras De Amor (The Words of Love)" - 04:32
10. "Cool Cat" - 03:29
11. "Under Pressure" - 04:08